# Araneus minahassae
Araneus minahassae là một loài nhện trong họ Araneidae.
Loài này thuộc chi Araneus. Araneus minahassae được Anna Maria Sibylla Merian miêu tả năm 1911.